# António Taveira da Neiva Brum da Silveira
António Taveira da Neiva Brum da Silveira (Horta, 22 de julho de 1706 — Oceano Atlântico, perto do Cabo da Boa Esperança, 2 de junho de 1775) foi um prelado português.

## Biografia
Formado pela Universidade de Coimbra, lecionou nesta instituição. Foi ordenado diácono em 28 de dezembro de 1736 e presbítero em 1 de janeiro de 1737. Foi nomeado arcebispo de Goa (logo, Primaz do Oriente) em 17 de novembro de 1749, por Dom João V, sendo a nomeação ratificada pela Santa Sé em 19 de janeiro de 1750, pelo Papa Bento XIV.
Foi sagrado em 8 de março de 1750, na Sé de Lisboa, pelo patriarca Dom Tomás de Almeida, indo para Goa com o vice-rei Francisco de Assis de Távora, seu amigo de longa data. Foi, durante alguns períodos, presidente do Conselho para governar a Índia Portuguesa e entre 1757 e 1758, foi governador interino.
Após os anos na Índia, já cansado e fatigado, apresenta sua renúncia e retorna a Portugal, mais concretamente à sua cidade natal (Horta) onde pretendia ser enterrado na Capela que financiara na Igreja de Nossa Senhora do Carmo, mas durante a viagem, veio a falecer, tendo o seu corpo sido atirado ao mar próximo ao Cabo da Boa Esperança.